# هارون براون
هارون براون هو منافس ألعاب قوى كندي، ولد في 27 مايو 1992 في تورونتو في كندا.

## وصلات خارجية
- هارون براون على موقع الاتحاد الدولي لألعاب القوى (الإنجليزية)
- هارون براون على موقع الاتحاد الكندي لألعاب القوى (الإنجليزية)
- هارون براون على موقع الدوري الماسي (الإنجليزية)
- هارون براون على موقع اللجنة الأولمبية الدولية (الإنجليزية)
- هارون براون على موقع أوليمبيديا (الإنجليزية)
- هارون براون على موقع اللجنة الأولمبية الكندية (الإنجليزية)
- هارون براون على موقع اتحاد ألعاب الكومنولث (مؤرشف) (الإنجليزية)